# Болівійський песо
Болівійське песо (ісп. Peso boliviano) — валюта держави Болівія з 1963 по 1987 рік, складався зі 100 сентаво.

## Інфляція і грошова реформа
В результаті гіперінфляції 1983—1987 років в Болівії до 1984 року найбільшою купюрою була 1000 песо; а в 1985 — вже 10 мільйонів песо. Ціни виросли за цей час приблизно в мільйон разів.
У 1987 році Болівія провела грошову реформу своєї національної валюти, яка призвела до заміни болівійського песо на нове болівіано. Ця реформа включала в себе деномінацію зі зниженням курсу в один мільйон разів.
Під час цієї реформи уряд Болівії вирішив використовувати велику кількість раніше надрукованих «гіперінфляційних» банкнот, на яких було безліч нулів, як дрібні розмінні гроші, що заміняли монети. Цим банкнотам друкували печатки, які знижували їх номінал від мільйона до двох мільйонів разів.